# Alessandra Melucco Vaccaro
Alessandra Melucco Vaccaro (4 de abril de 1940, Roma - 29 de agosto de 2000, Roma) foi uma historiadora e arqueóloga italiana. Atuou principalmente em três áreas das ciências humanas: a história da Alta Idade Média, o restauro arqueológico e a arqueologia da paisagem. O presidente Carlo Azeglio Ciampi conferiu a Medaglia d'Oro para cultura e arte em memória de Vaccaro em fevereiro de 2001.

## Vida pessoal
Alessandra Vaccaro nasceu em Roma em 4 de abril de 1940 em uma notável família romana de classe média. Seu avô, Michelangelo Vaccaro, foi professor universitário que escreveu um texto fundamental para a antropologia criminal e se tornou senador e chefe de gabinete no governo Crispi. Seu pai era um químico especialista internacional em profilaxia, e sua mãe, Emerenziana, era diretora do Istituto di Patologia del Libro. Em 1965 casou-se com Gianfranco Melucco, advogado.

## Carreira
Vaccaro matriculou-se na faculdade de literatura da universidade La Sapienza em Roma, onde estudou arqueologia grega e romana com Ranccio Bianci Bandinelli, e especializou-se em arqueologia na Scuola Nazionale di Archaeologia. De 1962 a 1963, Vaccaro participou de escavações no santuário etrusco de Pyrgi (hoje S. Severa) e no Centro Sperimentale di Archaeologia Sottomarina.
A partir de 1964 ganhou uma bolsa para estudar na Scuola Archeologica Italiana di Atene e, em 1965, trabalhou na publicação do Annuario di Storia dell'Arte editado pela Biblioteca di Archaeologia e Storia dell'Arte di Roma, e assumiu de um setor da escavação em Pyrgi e a publicação da 'vernice nera' e da cerâmica helenística. Vaccaro ingressou na Amministrazione delle Antiquita e Belle Arti em 1965, onde dirigiu uma série de escavações, incluindo, de 1970 a 1974, as do Duomo Vecchio di Arezzo e, em 1971, as da necrópole Longobardi de Chuisi-Arcisi. Aqui ela ampliou seus interesses para assumir a reorganização e restauração dos retratos romanos no Museo Archaeologico di Firenze; a Alta Idade Média foi um campo de pesquisa decididamente pioneiro naquela época.
Mudou-se para Roma em 1971, para o Istituto Centrale del Restauro (ICR) e em 1974 foi nomeada diretora do Museo dell'Alto Medioevo, onde estendeu as publicações do museu ao longo desta nova linha inovadora de interesse, publicações que incluíam o Corpus della Scultura Altomedievale e I Longobardi na Itália, que permanecem até hoje como obras de referência válidas. Além disso, ela introduziu a disciplina da Alta Era Medieval entre as disciplinas universitárias, o que a levou a ser ensinada de forma mais ampla.

No período de 1976 a 1979, Vaccaro foi eleito para o Parlamento italiano como deputado do Partido Comunista Italiano. Ao deixar o parlamento foi nomeada Sopraintendente Aggiunto e Arqueológica no Minstero dei Beni Culturali e Ambiental (MBCA), bem como se tornou diretora do Servizio Beni Archeologico no ICR, onde seus amplos interesses científicos lhe permitiram assumir muitos temas postos em prática inovadores e projetos de restauração competentes Estes projetos incluíram o direcionamento da pesquisa e restauração dos principais monumentos de mármore da Itália que datam da era clássica de Roma : 
- Coluna de Trajano
- Coluna de Antonino Pio
- Arco de Constantino
- Arco de Sétimo Severo
- Templo de Adriano
- Templo de Saturno
- Templo de Vespasiano e Tito

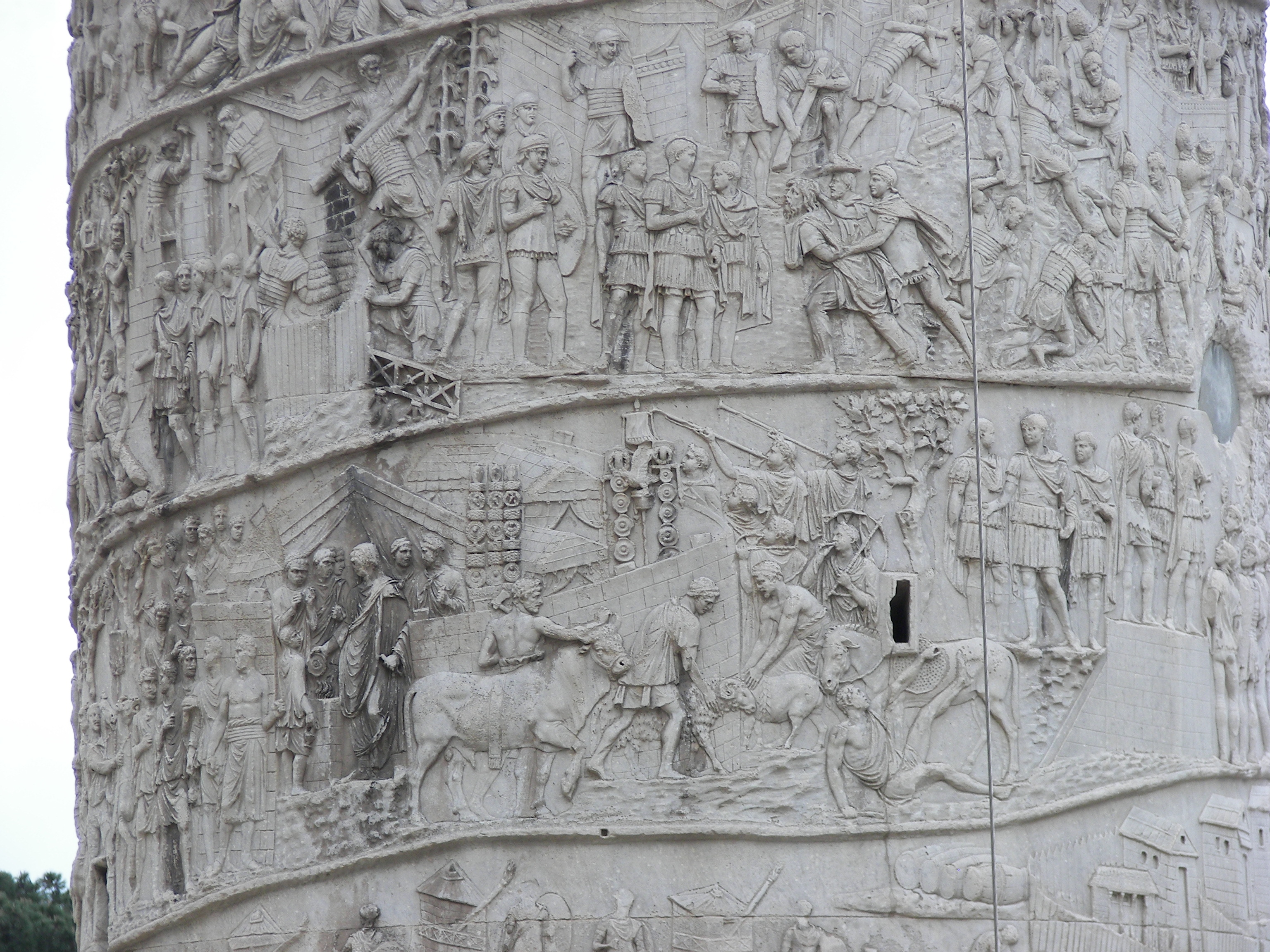
Relevos da Coluna de Trajano

- os túmulos de Tuffatore em Paestum
- os restos subterrâneos paleocristianos de S. Salvatore de Cabras na Sardenha
- a estátua de bronze de Marco Aurélio em Roma
- os Bronzes de Riace em Reggio Calabria

Durante os quinze anos que passou no ICR, as inovações que trouxe para o trabalho arqueológico foram amplamente publicadas, incluindo trabalhos sobre conservação de pedra, pátinas arquitetônicas e policromia de monumentos antigos. O seu trabalho em restauro e “programas de manutenção” serviu de base para a “Carta del Rischio del Patrimonio Culturale Italiano”. Nessa época, Vaccaro também contribuiu para a criação e ensino de vários novos cursos integrando arqueologia e restauração em várias universidades na Itália.
Em 1994 foi responsável pelo serviço técnico que trata das relações internacionais e dos grandes riscos para o ambiente e a paisagem no Minstero dei Beni ed Attivita Culturale, e instigou a investigação sobre os riscos naturais e antropogénicos para o ambiente e a paisagem, especialmente no que diz respeito às zonas arqueológicas. como Pompéia . Vaccaro também representou a Itália em grupos internacionais, como o Grupo de Trabalho Nacional para a Lista do Patrimônio Mundial da UNESCO e o Bureau du Conseil de la Cooperation Culturelle do Conselho da Europa, entre suas muitas outras funções nacionais e internacionais